# Rola-da-china
Rola-da-china (nome científico: Spilopelia chinensis) é uma espécie de ave pertencente à família dos columbídeos. É uma ave residente comum em toda a sua faixa nativa no subcontinente indiano e no sudeste da Ásia. A espécie foi introduzida em muitas partes do mundo e populações selvagens foram estabelecidas.